# Хорн, Вальтер Рихард Герман
Вальтер Рихард Герман Хорн (лат. Walther Hermann Richard Horn) (19 октября 1871 года – 10 июля 1939 года) — немецкий энтомолог специализировавшийся на жесткокрылых. Родился в Берлине, там же умер. В начале он работал врачом, затем он стал директором Германского Энтомологического Института.

## Работы
- 1890. Сем. Лжещелкуны, Древоеды (часть), стр. 193–256. в: F. D. Godman и O. Salvin (включая), Biologia Centrali-Americana. Insecta, Coleoptera. Vol. III. Part 1. Porter, London.
- 1894. Сем. Лжещелкуны (часть) in: F. D. Godman and O. Salvin (включая), Biologia Centrali-Americana. Insecta, Coleoptera. Vol. III. Часть 1. Porter, London.
- 1903. Zur Kenntnis der paläarktischen Cicindelen. Münchener koleopterologische Zeitschrift, 1(4):337-346.
- 1908. Coleoptera Adephaga. Сем. Жужелицы Подсем. Скакуны. в: Wytsman, P. (ed.), Genera Insectorum. Fascicule 82A. P. Wytsman, Brussels, pp. 1–104, pls. 1–5.
- 1910. Coleoptera Adephaga. Сем. Жужелицы Подсем. Скакуны. в: Wytsman, P. (ed.), Genera Insectorum. Fascicule 82B. P. Wytsman, Brussels, стр. 105–208, pls. 6–15.
- 1915. Coleoptera Adephaga. Сем. Жужелицы Подсем. Скакуны. в: Wytsman, P. (ed.), Genera Insectorum. Fascicule 82C. P. Wytsman, Brussels, стр. 209–486, pls. 16–23.
- 1926. Pars 86. Сем. Жужелицы Подсем. Скакуны. в: S. Schenkling (ed.), Coleopterorum Catalogus. W. Junk, Berlin, 345 стр.

## Коллекция
Валтер Хорн коллекционировал скакунов со всего мира, включая их личинки. Основная его коллекция находится в Германском Энтомологическом Институте.